# Узник Бастилии
«Узник Бастилии, конец мушкетёров» (фр. Le prisonnier de la Bastille, fin des mousquetaires ) — историческая драма французского писателя Александра Дюма-отца, написанная им в соавторстве с Огюстом Маке на основе романа «Виконт де Бражелон, или Десять лет спустя» и впервые поставленная на сцене в 1861 году. Стала последней частью трилогии, в которую входят пьесы «Юность мушкетёров» и «Мушкетёры».

## Сюжет и история текста
Действие пьесы разворачивается в 1661 году, сразу после смерти кардинала Мазарини. Д'Артаньян становится капитаном королевских мушкетёров. Атос просит у короля Людовика XIV разрешения для своего сына жениться на Луизе де Лавальер, но получает отказ, так как король сам влюблён в Луизу. Он выходит из себя, и Людовик приказывает д’Артаньяну арестовать Атоса, но тот добивается для своего друга прощения.
Королева-мать Анна Австрийская узнаёт от герцогини де Шеврёз, что её второй сын, брат-близнец Людовика, жив. Портос и Арамис освобождают этого принца, находившегося в заключении в Бастилии, и заменяют им короля во время празднества в Во, у суперинтенданта Фуке. Последний, узнав от них о случившемся, освобождает Людовика. Портос и Арамис спасаются бегством на остров Бель-Иль, Портос погибает, заваленный камнями в пещере, а Арамис исчезает.
Александр Дюма-отец написал «Узника Бастилии» совместно с Огюстом Маке, своим соавтором по ряду романов, включая «Виконта де Бражелона». Первая постановка состоялась в 1861 году.